# Tom Clancy's The Division
Tom Clancy's The Division je online akční role-playing videohra vyvinutá studiem Massive Entertainment a publikována studiem Ubisoft, s asistencí Red Storm Entertainment a Ubisoft Annecy. Hra byla vytvořena pro platformy Microsoft Windows, PlayStation 4 a Xbox One. První zmínka o hře byla na konferenci Ubisoft's E3 2013 a byla vydaná 8. března 2016.

## Příběh
Příběh je umístěn v blízké budoucnosti v New Yorku, který je na cestě k rozpadu důsledku pandemie neštovic. Hráč hraje za zvláštního agenta, který má za úkol pomáhat skupině s názvem „The Division“ obnovit své operace na Manhattanu, vyšetřit důvod vypuknutí a bojovat s kriminální činností.